# Onychiurus inermis
Onychiurus inermis är en urinsektsart som först beskrevs av Tycho Fredrik Hugo Tullberg 1869.  Onychiurus inermis ingår i släktet Onychiurus och familjen blekhoppstjärtar. Inga underarter finns listade i Catalogue of Life.